# San Carlos (vulcão)
O vulcão San Carlos (ou Caldera de Luba) é o segundo vulcão mais alto da ilha de Bioko e da Guiné Equatorial, com 2261 m de altitude. Faz parte da linha vulcânica dos Camarões.
Supõe-se que há mais de 2000 espécies diferentes de flora e fauna neste vulcão, tendo-se organizado numerosas expedições científicas. Está numa área protegida denominada Reserva Científica da Cratera de Luba.